# Corn flakes
Corn flakes, o cornflakes és una popular marca de cereal, comunament usada en el desdejuni i produïda per la companyia Kellogg's. Es fabrica amb grans de dacsa sotmesos a un tractament, per mitjà del qual s'obtenen unes petites fulles de cereal torrat, conegudes com a fullam de dacsa o flocs de dacsa. La patent del producte es va registrar el 31 de maig de 1894 amb el nom de Granose.

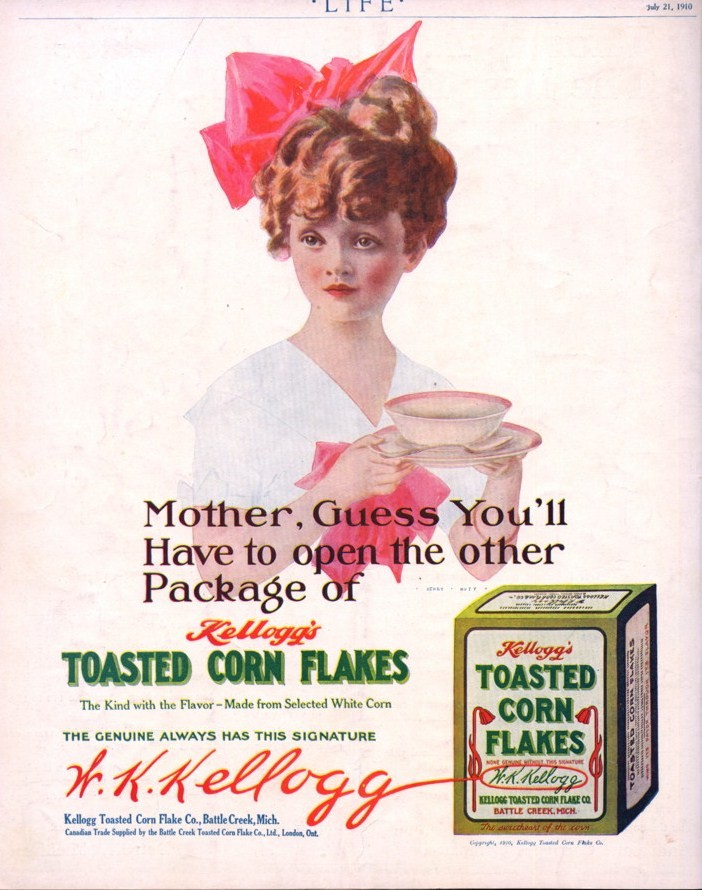
Publicitat de la marca usada el 1910 en la revista Life.